# Moinhos do Casalinho da Ajuda

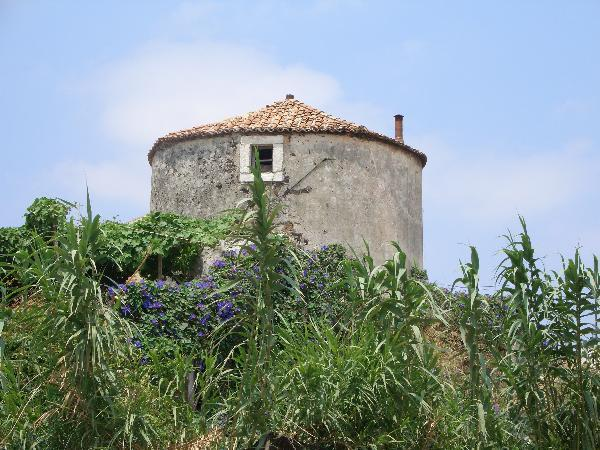
Moinho do Casalinho da Ajuda

Die Moinhos do Casalinho da Ajuda sind zwei Windmühlen im Bairro do Casalinho da Ajuda der portugiesischen Hauptstadt Lissabon.
Die Mühlen wurden vermutlich im 18. Jahrhundert in der Serra de Monsanto errichtet. Im 20. Jahrhundert wurden sie für Wohnzwecke umgebaut. Ihre Bausubstanz ist gefährdet. 